# Jacques de Cambrai
Jacques de Cambrai (* um 1220 in Cambrai, jetziges Frankreich) war ein mittelalterlicher Komponist und Trouvère (Troubadour). Über sein Leben ist außer seinem Geburtsort Cambrai, den er wohl schon früh verließ, nahezu nichts überliefert. Als seine Hauptschaffensperiode gilt das dritte Viertel des 13. Jahrhunderts. Seine Musik gilt nicht unbedingt als innovativ, sondern repräsentativ für die Zeit des Hochmittelalters und der Region Flandern/Artois/Picardie, in der der Komponist lebte. Von ihm erhalten blieben nur vier Liebeslieder, sieben geistliche Lieder (siehe Beispiel unten) und eine Pastourelle in einer Handschrift in der Berner Stadtbibliothek.  
Chanson pieuse

Retrowange novelle

Dirai et bone et belle

De la virge pucelle,

Ke maire est et ancelle

Celui ki de sa chair belle

Nos ait racheteit

Et ki trestous nos apelle

A sa grant clairteir.

Ce nos dist Isaïe

En une profesie:

D'une verge delgie,

De Jessé espanie,

Istroit flors per signorie

De tres grant biaulteit.

Or est bien la profesie

Torneie a verteit.

Celle verge delgie

Est la virge Marie

La flors nos senefie

De ceu ne douteis mie,

Jhesu Crist, ki la haichie

En la croix sousfri;

Fut por rendre ceays en vie

Ki lerent peri.